# Bartholomæus Deichman

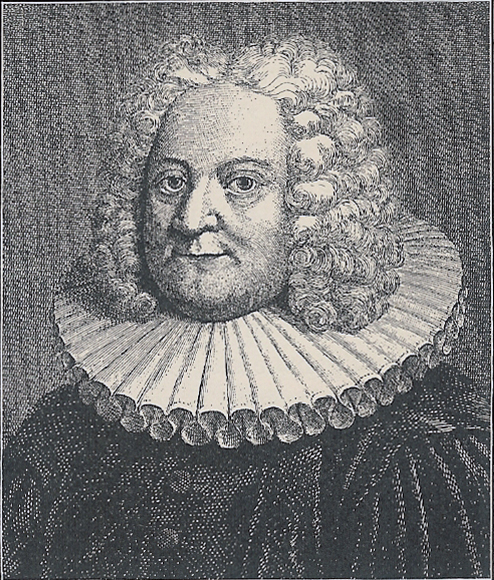
Bartholomæus Deichman

Bartholomæus Deichman, Bartholomæus Pedersen Deichman, (* 5. Februar 1671 in Kopenhagen; † 16. April 1731 in Christiania) war 1712 bis 1730 Bischof in Christiania.

## Familie
Seine Eltern waren der Weinhändler und Stadtvogt Peder Deichman (um 1639–1684) und dessen Frau Else Pedersdatter († um 1675). 1699 heiratete er Else Rosenmeyer (um 1669–1745) Tochter des Kaufmanns und Großgrundbesitzers Carl Rosenmeyer († 1670) und dessen Frau Anna Pedersdatter († 1679). Er hatte drei Söhne und drei Töchter.

## Die Zeit in Dänemark
Während seiner Jugendzeit in Kopenhagen verlor er seine Eltern früh. Mit dem Hinterlassenen Erbe begann er 1688 ein Studium und erreichte einige Monate später den Grad eines Baccalaureus. Dem folgte eine Studienreise unter anderem nach Leipzig und Jena. 1690 legte er sein theologisches Staatsexamen ab und reiste anschließend unter anderem nach Frankfurt, Leiden und Utrecht. 1693 wurde er ordiniert und Militärpfarrer. Im gleichen Jahr wurde er Militärpropst. Drei Jahre war er Mitglied der dänischen Truppen, die zum englischen König Wilhelm III. in seinem Konflikt mit Frankreich abgeordnet waren. Nach 1696 begleitete er Prinz Karl auf einer Auslandsreise, die bis 1699 dauerte. 1697 gelang es ihm, sich das Amt eines Pfarrers in Kolding und anschließend eines Propstes in Odense zu sichern, bevor er 1699 sein geistliches Amt in Odense antrat. Nach wenigen Monaten wurde er zum Superintendenten in den Grafschaften Oldenburg und Delmenhorst ernannt. Bevor er dieses Amt antreten konnte, wurde er am 12. Juni 1700 Bischof in Viborg und erlangte im gleichen Jahr den Doktorgrad. Dort blieb er zwölf Jahre, bevor er am 10. September 1712 zum Bischof in Christiania ernannt wurde. Ein Jahr später siedelte er nach Christiania um, wo er bis zu seinem Tode blieb.

## Die Zeit in Norwegen
Mit seinen Erfahrungen aus Viborg begann er, sein Bistum neu und übersichtlicher zu ordnen. Er führte Registraturen für den gesamten Schriftverkehr ein. Die Theologie rückte in den Hintergrund. Er vertrat die Orthodoxie ohne Einfluss des Pietismus und der Erweckungsbewegungen. Vor allem seine Maßnahmen in der Verwaltung hinterließen tiefe Spuren in der norwegischen Kirchengeschichte. Er sammelte eine große Bibliothek mit über 15 000 Bänden, die nach seinem Tod 1732 auf einer Auktion versteigert wurden. Aber er kam kaum zum Lesen, weil seine Zeit neben seinen kirchlichen Leitungsaufgaben mit der Ausführung königlicher Aufträge ausgefüllt war.

### Der Aufstieg
Er hatte aus seiner Zeit als Pfarrer im Gefolge von Prinz Carl einen guten Kontakt zum Hof in Kopenhagen. Er wurde sogar verdächtigt, an der morganatischen Ehe Friedrichs IV. mit Anna Sophie von Reventlow 1712 mitgewirkt zu haben, da er zu beiden ein gutes Verhältnis hatte. Der König setzte ihn daher zu allerlei administrativen Aufgaben ein, und er leitete die verschiedensten Kommissionen, die sich mit Erbstreitigkeiten, Misswirtschaft, juristischen Problemen, Konflikten über Landgüter, Forstgüter und andere Eigentumsfragen befassten. Er übernahm alles, lehnte nie ab und klagte allenfalls über die viele Arbeit. Besonderen Mut konnte man ihm nicht nachsagen. Denn als der schwedische König Karl XII. Norwegen angriff, beantragte er in Kopenhagen, entweder nach Dänemark oder nach Bergen ausweichen zu dürfen, was abgelehnt wurde. Anfangs sollte er sich nach der königlichen Regierungsabteilung für Norwegen, die 1704–1722 in Akershus Schloss residierte, richten, später übte der Statthalter Ditlev Vibe die dänische Regierungsgewalt aus. Besonders in den 1720er Jahren befasste sich Deichmann mit der Verbesserung der Staatsfinanzen. Zunächst beschaffte der Einnahmen durch den Verkauf von Krongut, dann aber auch durch den Verkauf von Kirchen mit ihren Kirchgütern. Er wollte auch die Pfarrgüter verkaufen, aber dazu kam es nicht.
1724 schrieb er auch einen Brief an den König, in dem er die besonderen Leistungen Norwegens im Großen Nordischen Krieg hervorhob, und in welchem sich viele extreme Übertreibungen finden, dass sich zum Beispiel die Bevölkerung um mindestens ein Drittel vermindert und sich das Vermögen der Norweger halbiert habe. Dieses starke Engagement für Norwegen ist neben vielen anderen Zeugnissen ein Beleg dafür, wie sehr sich dänische Beamte in die norwegische Gesellschaft integriert hatten und für die Sache Norwegens so Partei ergriffen, als ob sie dortige Landsleute wären.
Er versuchte vergeblich, die Besteuerungsgrundlagen für eine gerechtere Besteuerung zu schaffen und war der Hauptinitiator einer neuen Grundbesitzmatrikel 1723/1724. Das galt auch für die wichtigsten Gewerbe, besonders solche, die Zölle abwarfen. Er war Mitglied von Forstwirtschaftskommissionen und befasste sich mit Bergwerksangelegenheiten, insbesondere mit dem Silberbergwerk in Kongsberg, sogar mit dem königlichen Regal der Perlenfischerei. So wurde er zum wichtigsten Berater des Königs in den Angelegenheiten Norwegens, was ihn in ein schwieriges Verhältnis zum norwegischen Statthalter Ditlev Vibe brachte, weil er auf die königlichen Entscheidungen größeren Einfluss ausüben konnte als der Statthalter. Er war in dieser Zeit wohl der mächtigste Mann in Norwegen. So schuf er sich viele Gegner. Bereits beim Weggang aus Viborg war die öffentliche Meinung über ihn geteilt gewesen. Einer schwülstigen Lobrede „Idea episcopi consummatissimi“ (Bild eines vollendetsten Bischofs) von dem Geistlichen Magister Tychonius, die gedruckt erschien, stand ein Gedicht des Landrichters und Dichters Tøger
Reenberg gegenüber, das ihn des Diebstahls, des Nepotismus, der Rücksichtslosigkeit, der Korruption und der Geldgier bezichtigte und unter der Hand im Umlauf war. Der Widerstand in Norwegen erwies sich, als seine Bodenmatrikel, in die er viel Arbeit gesteckt hatte, nicht fortgeführt wurde. Eine Gruppe am königlichen Hof um den Oberkriegssekretär Christian Carl Gabel verhinderte das. Auch manch andere Dinge vermochte er gegen diesen Widerstand nicht durchzusetzen, behielt aber gleichwohl die Gunst des Königs. Am 1. Dezember 1724 wurde er Konferenzrat, ein für einen Bischof ungewöhnlicher Titel, der aber zeigte, dass er mehr als weltlicher Staatsdiener als Bischof wahrgenommen wurde. Das zeigte sich, als er zur zentralen Person in der „Geheimen Kommission“ berufen wurde, die 1725 bis 1726 den Gerüchten über Korruption und Verrat in der königlichen Dienerschaft nachging, die er wohl selbst aufgebracht hatte und die vor allem gegen seine Widersacher gerichtet waren. Wieder wurden Schriften gegen ihn verfasst, die ihn der Rücksichtslosigkeit und der Erpressung bezichtigten und ihm auch nicht ganz zu Unrecht Vetternwirtschaft in großem Stil vorwarfen. Aber es kam auch Grundsätzlicheres zur Sprache. 1729 veröffentlichte der Propst Johan Cold eine theologische Streitschrift, in der er es verurteilte, dass ein Bischof in dem Maße, wie es Deichmann tat, an weltlichen Geschäften teilnahm.

### Der Fall
Als Friedrich IV. am 11. Oktober 1730 starb, suspendierte sein Nachfolger Christian VI. Deichmann ohne nähere Begründung. Er verweigerte ihm sogar das ihm zustehende Gnadenjahr, obgleich er keines Verbrechens überführt war – ein Willkürakt. Es wurde eine Untersuchung über seine „unanständigen weltlichen Geschäfte“ eingeleitet. Die Untersuchung ergab zum Missfallen seiner Gegner keine Unregelmäßigkeiten, wurde allerdings nicht zu seinen Lebzeiten abgeschlossen.

## Würdigung
Deichmann war in die höchsten Höhen der Macht aufgestiegen, und ebenso tief war sein Fall. Sein Wirken in Norwegen zeigt, in welcher extremen Weise ein absolutistischer König seine geistlichen Beamten für seine Ziele einsetzen konnte. Deichmann stellte sich dem König vorbehaltlos zur Verfügung, wobei er auch eigene Interessen verfolgte. Als energischer und kluger Verwaltungsfachmann gewann er viele Freunde, aber auch viele Feinde. Die Meinung über ihn war bei den Zeitgenossen und in der Nachwelt sehr geteilt. Als Bischof im Absolutismus war er zuvörderst Diener des Königs und Unterstützer der Regierung und erst in zweiter Linie Geistlicher mit kirchlichen und seelsorgerlichen Funktionen.